# Herings Lexikon der Küche

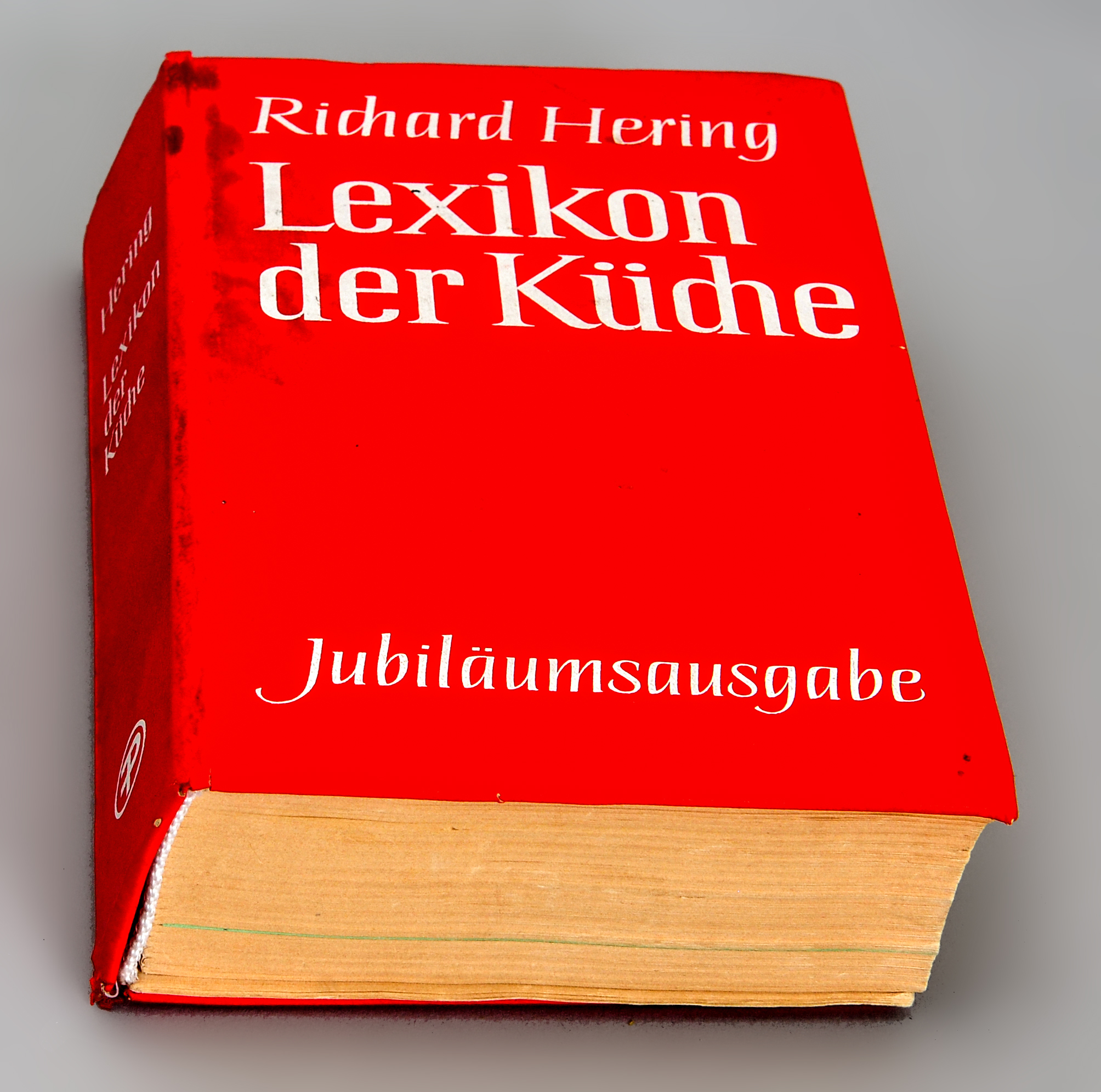
Der Hering (in einer Jubiläumsausgabe)

Herings Lexikon der Küche ist der Buchtitel eines erstmals 1907 von Richard Hering verfassten Lexikons über die Kochkunst.

## Allgemeines
Das Lexikon gehört zu den Standardwerken der Kochliteratur. Das Nachschlagewerk beschreibt in knapper Form Kochrezepte der klassischen und modernen Küche, Zutaten und Getränke, wichtige Fachbegriffe u. a. Es wendet sich dabei vor allem an professionelle Köche, aber auch ambitionierte Amateure nutzen das Werk.

## Inhalt
Die erste Ausgabe wurde 1907 von Richard Hering, dem damaligen Küchendirektor des Wiener Hotels Metropol, unter Mitarbeit von J. M. Heitz erstellt. Dieses Lexikon der Küche hatte knapp 1000 Stichwörter. In den Jahren von 1952 bis 1990 wurde das Lexikon bis zur 19. Auflage von Walter Bickel bearbeitet und herausgegeben. Die 20. überarbeitete Auflage gab Jürgen Herrmann heraus. Herrmann gab 2012 die 25., durchgesehene Auflage heraus, die inzwischen 32.000 Stichwörter enthielt. Das Lexikon der Küche wurde ins Englische, Französische, Italienische und Japanische übersetzt. Im Kapitel über Wein ist die aktuelle Gesetzgebung berücksichtigt. Mit über 1000 Seiten gilt es als das weltweit umfangreichste Küchenlexikon.
Nach Angaben des heutigen Verlages liegt die geschätzte Gesamtauflage bei mehr als 400.000 Exemplaren.
2016 erschien von der 25. Auflage im Nikol Verlag eine preisgünstigere Ausgabe.